# 恋した人は、妹の代わりに死んでくれと言った。
『恋した人は、妹の代わりに死んでくれと言った。』（こいしたひとは、いもうとのかわりにしんでくれといった。）は、永野水貴による日本のライトノベルおよびそれを原作とするメディアミックス作品。正式名称は『恋した人は、妹の代わりに死んでくれと言った。-妹と結婚した片思い相手がなぜ今さら私のもとに？と思ったら-』。略称は「恋した人は」。小説投稿サイト「小説家になろう」にて2020年11月20日から 2022年9月28日まで連載された後、10月1日に同サイトでは非公開となった。書籍版がTOブックスより2021年9月から刊行されている。イラストはとよた瑣織が担当。
家守まきによるコミカライズ版がコミックシーモアで2022年4月18日に先行配信開始した後、TOブックスのウェブコミック配信サイト『コロナEX』でも2022年6月6日から連載されている。コミカライズは2024年7月15日に "The Person I Loved Asked Me to Die in My Sister's Stead" のタイトルで英語翻訳版コミックス第1巻の電子書籍が配信されており、12月にはペーパーバック版が発売、シリーズ続巻も順次発売している。
「次にくるライトノベル大賞」では2021年版で総合部門12位・WEB発単行本部門7位、2022年版で単行本部門9位を獲得。『このライトノベルがすごい！』単行本・ノベルズ部門では2023年版で6位、2024年版で1位、2025年版で5位を獲得。雑誌『ダ・ヴィンチ』の特集「BOOK OF THE YEAR」では2024年版で小説ランキング10位 (ライトノベルに限ると最高位) 。「ピッコマAWARD2025」ではノベル部門受賞3作品の1つに選出。また「アニメ！アニメ！」実施の「アニメ化してほしいマンガは？【未完結作品編】」アンケートでは、2025年上半期版で1位を獲得。2025年2月25月時点で電子版を含めたシリーズ累計部数は90万部を突破している。
作者の永野水貴が脚本を執筆したドラマCDが、2024年8月1日に発売された。また同日に梶山はる香による小説1巻の朗読 (オーディオブック) が配信開始、シリーズ続巻も順次配信されている。

## あらすじ
実の両親を事故で亡くし、伯爵家の養女として育ったウィステリア。彼女は幼い頃から、公爵家の幼なじみ・ブライトへの恋心を秘めていた。魔法を使うことができない彼の役に立ちたいと、魔法の根源に関わり瘴気に満ちているという異界《未明の地》の研究に精を出す。
ある日、義妹のロザリーが《未明の地》の番人に選ばれる。それは生贄になること、すなわち死を意味していた。思い詰めたブライトからロザリーの身代わりを頼まれたウィステリアは、ブライトのロザリーに対する想いを知って失恋を悟り、《未明の地》行きを引き受ける。そこで一人死ぬはずだったが、聖剣サルティスの助けもあって運よく生き延び、魔物を討伐しながら孤独に暮らしていた。
瘴気の作用で身体の時が止まったまま23年が経過した日、ブライトの外見に酷似したロイドという男がやってきて、ウィステリアの運命は再び動き始める。

## 登場人物
声の項はドラマCD版の担当声優。
ウィステリア・イレーネ
声 - ファイルーズあい
本作の主人公。瘴気に満ち、魔物のみが跋扈する《未明の地》にて23年もの間、番人を務める女性。喋る聖剣サルティスと暮らしている。実年齢は40歳を超えているが、《未明の地》にやってきた20歳の時から不老となり、外見の変化はない。元の世界では「魔女」と恐れられているらしい。
『このライトノベルがすごい！』女性キャラクター部門では2024年版で3位、2025年版で8位を獲得している。

聖剣サルティス
声 - 浜田賢二
神話の時代から存在している、意思を持ったお喋りな剣。ウィステリアの境遇を憐れんで《未明の地》に同行して以来、23年に渡り彼女と行動を共にしている。強大な力と自我を持っていたことから長い間、真の主となる人物がいなかった。

ロイド・アレン＝ルイニング
声 - 宮崎遊
《未明の地》にやってきた22歳の青年。ブライトとロザリーの息子 で、ウィステリアにとっては血の繋がりがない甥にあたる。ウィステリアを倒して聖剣サルティスを手中に収めると宣言するも、彼女に弟子入りを申し込む。
『このライトノベルがすごい！』男性キャラクター部門では2024年版で4位を獲得している。

## 既刊一覧

### 小説
- 永野水貴（著）・とよた瑣織（イラスト）、TOブックス、既刊8巻（2025年5月1日現在）
  - 『恋した人は、妹の代わりに死んでくれと言った。-妹と結婚した片思い相手がなぜ今さら私のもとに？と思ったら-』、2021年9月10日発売[29]、ISBN 978-4-86699-322-5
  - 『恋した人は、妹の代わりに死んでくれと言った。2-妹と結婚した片思い相手がなぜ今さら私のもとに？と思ったら-』、2021年11月10日発売[30]、ISBN 978-4-86699-366-9
  - 『恋した人は、妹の代わりに死んでくれと言った。3-妹と結婚した片思い相手がなぜ今さら私のもとに？と思ったら-』、2022年7月9日発売[31]、ISBN 978-4-86699-568-7
  - 『恋した人は、妹の代わりに死んでくれと言った。4-妹と結婚した片思い相手がなぜ今さら私のもとに？と思ったら-』、2023年5月20日発売[32]、ISBN 978-4-86699-853-4
  - 『恋した人は、妹の代わりに死んでくれと言った。5-妹と結婚した片思い相手がなぜ今さら私のもとに？と思ったら-』、2023年12月1日発売[33]、ISBN 978-4-86794-018-1
  - 『恋した人は、妹の代わりに死んでくれと言った。6-妹と結婚した片思い相手がなぜ今さら私のもとに？と思ったら-』、2024年8月1日発売[34]、ISBN 978-4-86794-270-3
  - 『恋した人は、妹の代わりに死んでくれと言った。短編集-妹と結婚した片思い相手がなぜ今さら私のもとに？と思ったら-』、2024年12月2日発売[35]、ISBN 978-4-86794-376-2
  - 『恋した人は、妹の代わりに死んでくれと言った。7-妹と結婚した片思い相手がなぜ今さら私のもとに？と思ったら-』2025年5月1日発売[36]、ISBN 978-4-86794-558-2

### 漫画
- 永野水貴（原作）・とよた瑣織（キャラクター原案）・家守まき（作画） 『恋した人は、妹の代わりに死んでくれと言った。-妹と結婚した片思い相手がなぜ今さら私のもとに？と思ったら-＠COMIC』 TOブックス〈コロナ・コミックス〉、既刊5巻（2025年5月1日現在） 
  1. 2022年10月1日発売[37]、ISBN 978-4-86699-322-5
  2. 2023年5月15日発売[38]、ISBN 978-4-86699-366-9
  3. 2023年12月1日発売[39]、ISBN 978-4-86794-018-1
  4. 2024年8月1日発売[40]、ISBN 978-4-86794-262-8
  5. 2025年5月1日発売[41]、ISBN 978-4-86794-552-0